# Melanothereva nigra
Melanothereva nigra är en tvåvingeart som först beskrevs av Luigi Bellardi 1861.  Melanothereva nigra ingår i släktet Melanothereva och familjen stilettflugor. Inga underarter finns listade i Catalogue of Life.